# 灵兴岛

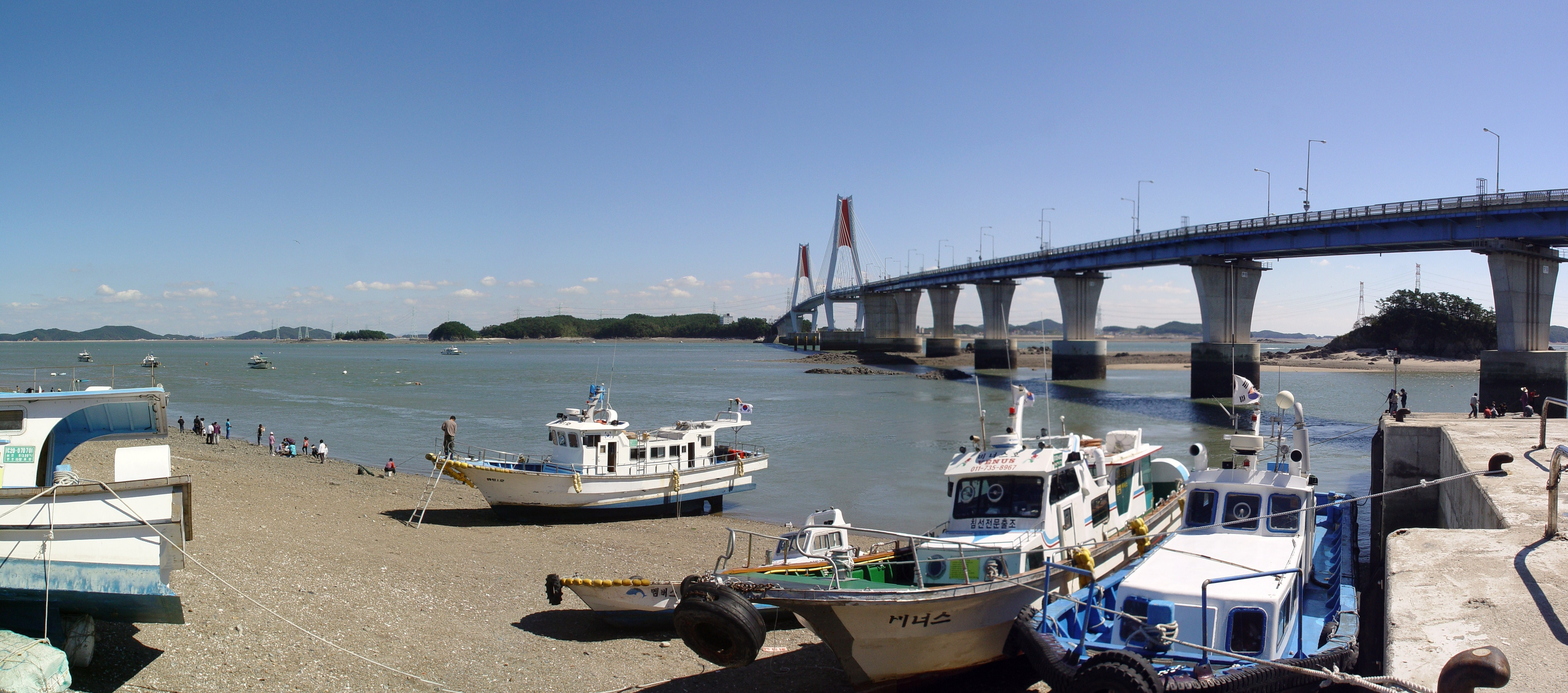
灵兴桥

灵兴岛（：／ Yeongheungdo */?），是大韩民国的岛屿，位于京畿湾，由仁川广域市负责管辖，面积23.46km²，2015年人口4,917。